# 손하역
손하역(Sonha Station, 孫河驛)은 2007년 남북철도연결구간 열차시험운행을 하면서 조선민주주의인민공화국 평부선에 새로 개통된 역이다. 개성특별시 성남동의 옛 이름인 손하리(孫河里)에서 따온 이름이다.

## 연혁
- 2000년 6월 15일: 남-북 철도 연결계획 수립
- 2002년 9월 18일: DMZ 구간 공사 착공
- 2003년 6월 14일: 경의선·동해선 연결식 (남북이 따로 진행)
- 2003년 12월 31일: 대한민국측 구간 공사 완료
- 2006년: 개통 예정이었으나 조선민주주의인민공화국의 반대로 연기
- 2007년 5월 17일: 남북철도연결구간 열차시험운행 및 정식 개통